# Jerzy Prószyński
Jerzy Prószyński (ur. 1935 w Warszawie) – polski arachnolog specjalizujący się w systematyce skakunów. Absolwent Uniwersytetu Warszawskiego, wieloletni pracownik Uniwersytetu Przyrodniczo-Humanistycznego w Siedlcach oraz Instytutu Zoologii PAN w Warszawie.

## Życiorys
W 1957 ukończył studia biologiczne na Uniwersytecie Warszawskim. Jeszcze podczas studiów został zatrudniony w Instytucie Zoologii PAN w Warszawie, gdzie prowadził badania faunistyczne na pająkach w Puszczy Kampinoskiej. W latach 1963-1967 prowadził wykłady z zoologii na Uniwersytecie Ghany. 20 września 1965 roku uzyskał doktorat na Wydziale Biologii i Nauk o Ziemi Uniwersytetu im. Adama Mickiewicza w Poznaniu na podstawie pracy pt. Studia systematyczne nad rodzajem Yllenus Simon 1868 (Araneae, Salticidae), jego promotorem był prof. Jan Rafalski. Rok później otrzymał możliwość realizacji stażu podoktorskiego na Uniwersytecie Harvarda, ale odmówiono mu wydania paszportu.
W 1972 został zatrudniony w Wyższej Szkole Nauczycielskiej w Siedlcach (późniejszym Uniwersytecie Przyrodniczo-Humanistycznym w Siedlcach, gdzie podjął się kierownictwa nowo utworzonego Wydziału Biologii. W 1983 uzyskał tytuł profesora.
W 1992 został ponownie zatrudniony w Instytucie Zoologii PAN w Warszawie.

## Dorobek naukowy
Od 1960 działalność naukowa profesora Jerzego Prószyńskiego skupia się na taksonomii, systematyce i biogeografii skakunów. Jest autorem udostępnianej w internecie i ciągle uaktualnianej bazy danych o skakunach A monograph of Salticidae (Araneae) of the World. Jest autorem kilkudziesięciu publikacji naukowych, tłumaczem podręczników akademickich. 
W 2010 otrzymał Pierre Bonnet Award przyznawaną za wybitne dokonania w dziedzinie arachnologii.